# Gens Licinia

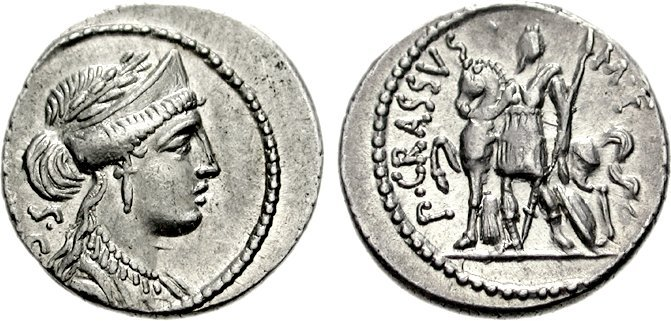
Denario de Publius Licinius Crassus

La gens Licinia fue una célebre familia de plebeyos de la Antigua Roma, que apareció en los primeros días de la República hasta el tiempo imperial, y que finalmente obtuvo la dignidad imperial. El primero de la gens en obtener el consulado fue Cayo Licinio Calvo, quien, como tribuno de la plebe de 376 a 367 a. C., impidió la elección de cualquiera de los magistrados anuales, hasta que los patricios aprobaron la lex Licinia Sextia. Esta ley, nombrada así por Licinio y su colega, Lucio Sextio, abrió el consulado por primera vez a los plebeyos. El mismo Licinio fue elegido cónsul posteriormente en 364 y 361 a. C., y desde entonces, los Licinii se convirtieron en una de las más ilustres gentes de la República.

## Origen de la gens
El nomen Licinius es derivado del cognomen Licinus, encontrado en varias gentes romanas. Licinus puede haber sido un antiguo praenomen, pero pocos ejemplos de su uso como tal se conocen. El nombre aparece para ser derivado del etrusco Lecne, el cual frecuentemente aparece en los monumentos sepulcrales etruscos. Los Licinii eran probablemente de origen etrusco, y pueden haber venido a Roma durante el tiempo de los últimos reyes, dos de los cuales, Lucio Tarquinio Prisco y su hijo o nieto, Tarquinio el Soberbio, eran etruscos.
Actores etruscos fueron traídos para participar en las primeras representaciones teatrales (ludi scaenici) que se dieron en el consulado de Cayo Licinio Calvo. Esto podría, sin embargo, haber sido una coincidencia, pues el historiador Tito Livio explica que los juegos fueron instituidos para aplacar la rabia de los dioses.

## Praenomina utilizadas por la gens
Los principales praenomina utilizados por los Licinii fueron Publius, Gaius, Lucius, y Marcus, todos ellos muy comunes en la historia romana. La familia utilizó ocasionalmente Sextus, y hay al menos un caso de Gnaeus durante el siglo I a. C. Aulus fue utilizado por los Licinii Nervae. Las mujeres utilizaron el nombre de Licinia.

## Ramas y cognomina de la gens
Los nombres familiares de los Licinii son Calvus (con el agnomina Esquilinus y Stolo), Crassus (con el agnomen Dives), Geta, Lucullus, Macer, Murena, Nerva, Sacerdos, y Varus. Otros cognomina de la gens son apellidos personales, más que nombres familiares; éstos incluyen Archias, Caecina, Damasippus, Imbrex, Lartius, Lenticula, Nepos, Proculus, Regulus, Rufinus, Squillus, y Tegula. Los únicos cognomina que aparecen en las monedas son Crassus, Macer, Murena, Nerva, y Stolo. Se conocen unos cuantos Licinii sin apellido; la mayoría de éstos, en los últimos tiempos, eran libertos.
El apellido Calvus fue dado originalmente a una persona que era calva, y fue el cognomen de la primera familia de los Licinii que se distinguió durante la República. Los primeros de esta familia llevaron el agnomen Esquilinus, probablemente porque vivieron en el Monte Esquilino. Stolo, un apellido dado a los más famosos de la familia, puede derivar de stola, una larga prenda exterior o capa. Aunque la familia de los Licinii Calvi se desvaneció después en la oscuridad, el apellido Calvus fue llevado por el célebre orador y poeta Licinio Calvo, que vivió en el siglo I a. C.
Otra familia de los Licinii llevó el cognomen Varus, que quiere decir "torcido", o "patizambo". Los Licinii Vari ya se distinguían cuando su apellido fue sustituido por Crassus. Éste era un apellido común, que podría significar "espeso", o "sólido", y puede haber sido adoptado por contraste con el de Varus.
El apellido Dives, que significa "rico", fue llevado por algunos Licinii Crassi. Puede haber sido atribuido retrospectivamente a cierto número de los primeros miembros de la familia; fue el más famoso de los apellidos de Marco Licinio Craso, el triunviro, pero ni siquiera es seguro que fuera usado por los miembros de la familia inmediatamente anteriores a él.
Lucullus, el cognomen de una rama de los Licinii, que aparece por primera vez en la historia hacia finales de la segunda guerra púnica, es probablemente derivado del praenomen Lucius, del que parece ser un diminutivo. El apellido no aparece en ninguna moneda de la gens.
Una familia de los Licinii llevó el apellido Murena, que se refiere al pez marino conocido como morena o lamprea, un manjar muy apreciado desde la antigüedad. Esta familia proviene de la ciudad de Lanuvium, al sudeste de Roma, y se cree que adquirió su nombre porque uno de sus miembros tenía una gran afición por las lampreas, y construyó tanques para ellas.

## Emperadores Licinios
En el año 253 d. C. ascendió al principado de Roma el emperador Valeriano I, cuyo nombre completo era Publio Licinio Valeriano. Reinó junto a su hijo, Publio Licinio Egnacio Galieno y sus nietos Valeriano II y Salonino. Su otro hijo, Valeriano el Joven no fue emperador, pero fungió como cónsul durante el gobierno de la breve dinastía, que duró desde el año 253 hasta el 268.